# Ytmarkeringsboj
En ytmarkeringsboj för dykning är normalt sett en uppblåsbar boj som en dykare kan skicka till ytan när denne befinner sig under ytan. 

## Utformning
Det normala är att bojen är utformad som en cirka två meter lång cylinderformad säck av mjukt plast som går att rulla ihop för att enkelt kunna tas med när man dyker. Ytmarkeringsbojen sitter fast i en lina/spole som dykaren släpper ut under tiden bojen stiger till ytan.  
Ytmarkeringsbojen är ofta färgade i framträdande starka färger som röd/orange/grön/gul för att man enkelt ska kunna se bojen på ytan på långt håll. 
Det finns flera olika varianter som är mer eller mindre avancerade. Vissa är bara en säck med öppning i botten, andra är lufttäta och har ventiler för att släppa ut övertryck som bildas när bojen stiger till ytan.

## Användningsområden
Det finns flera fall där en dykaren kan tänkas skicka upp en ytmarkeringsboj. Detta skulle kunna vara för att markera något som man har hittat på botten eller kanske när man befinner sig på ett decostopp och man har en överenskommelse med land/båtpersonal att man ska skicka upp en ytmarkeringsboj. Detta ger eventuella båtar en aning om var du är så att de då kan undvika att oavsiktligt köra över dykaren i vattnet. 

## Kuriosa
Att skicka en ytmarkeringsboj till ytan kallas ofta för att "skjuta säck".

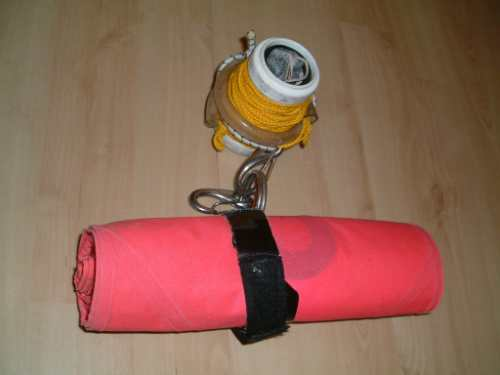
Hoprullad
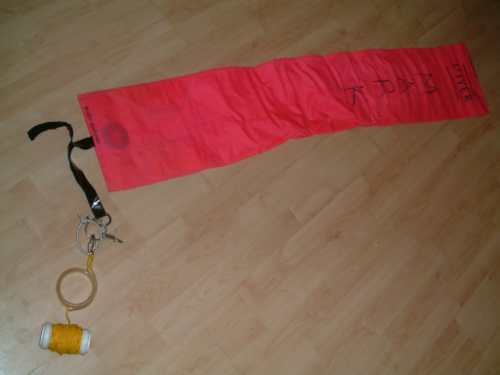
Utrullad
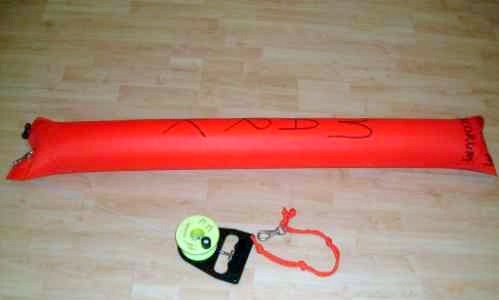
Uppblåst
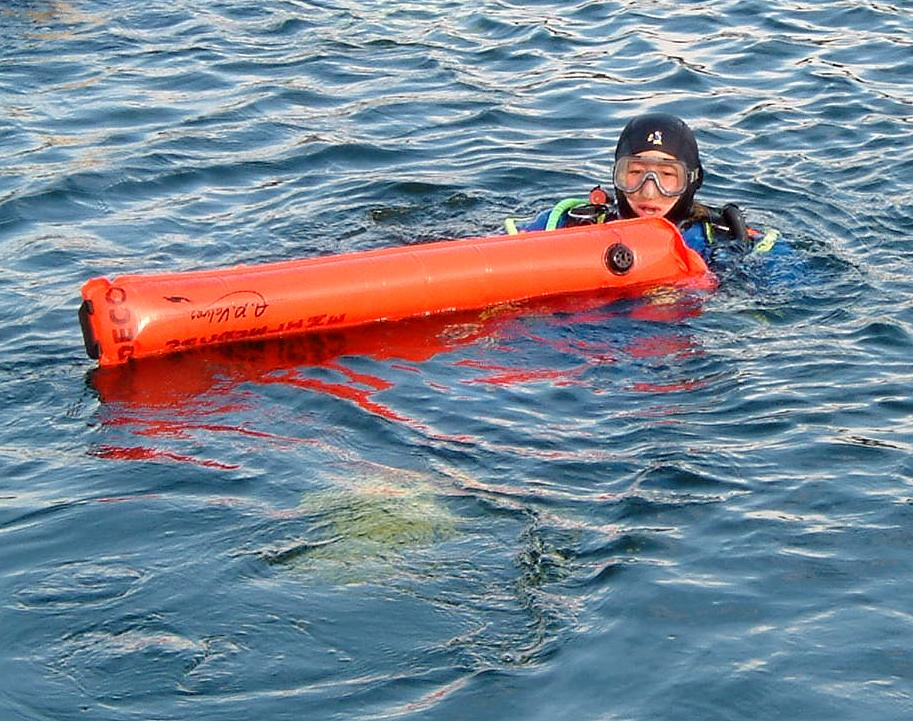
Vid ytan